# Ẩm thực Maldives

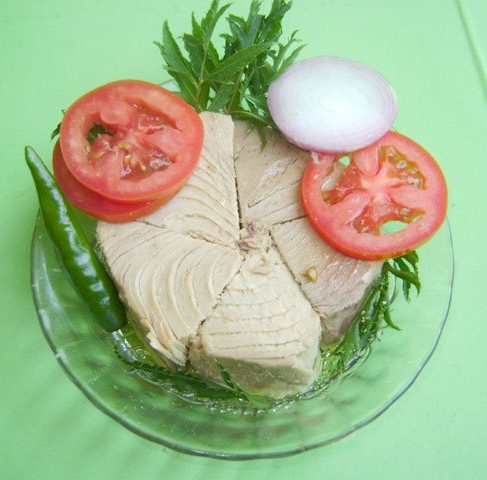
Cá ngừ, một trong những nguyên liệu quan trọng trong nhiều món ăn.

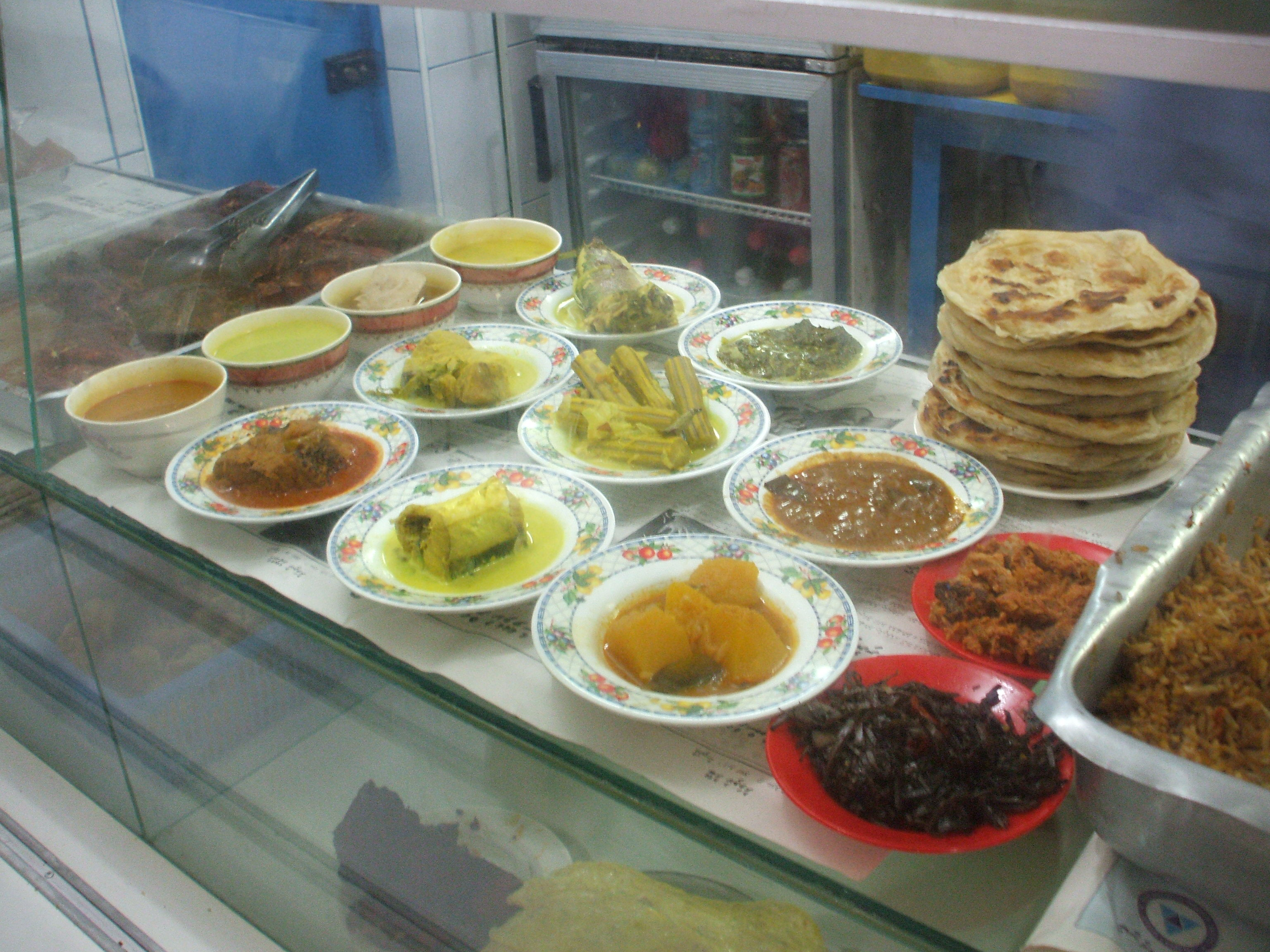
Nhiều loại cury của Maldives và parotha.

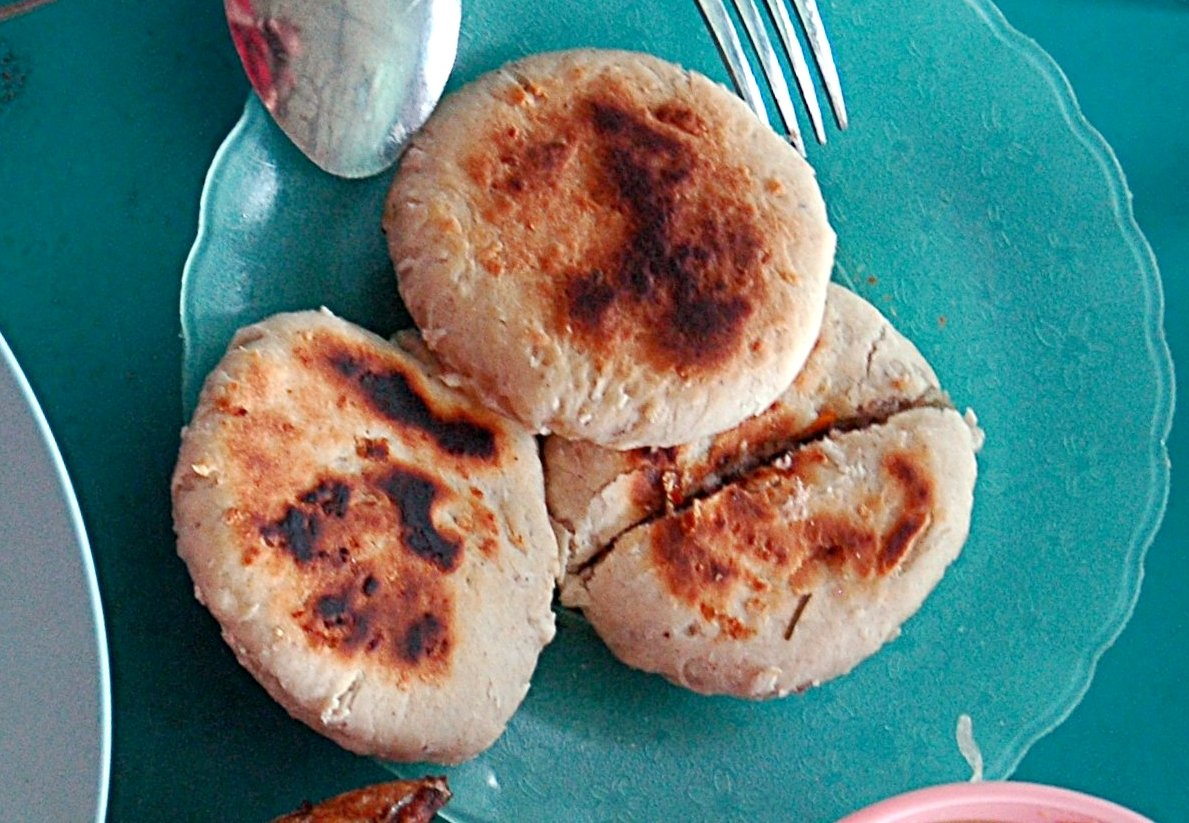
Masroshi. món ăn chơi Maldives

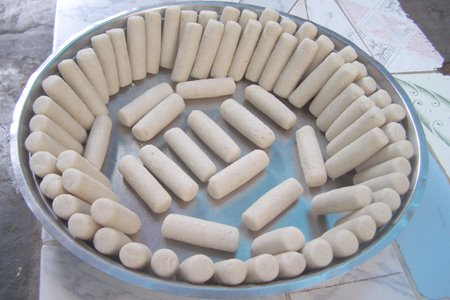
Maliku(Minicoy) Bonda (Bondi) từ Minicoy,Ấn Độ

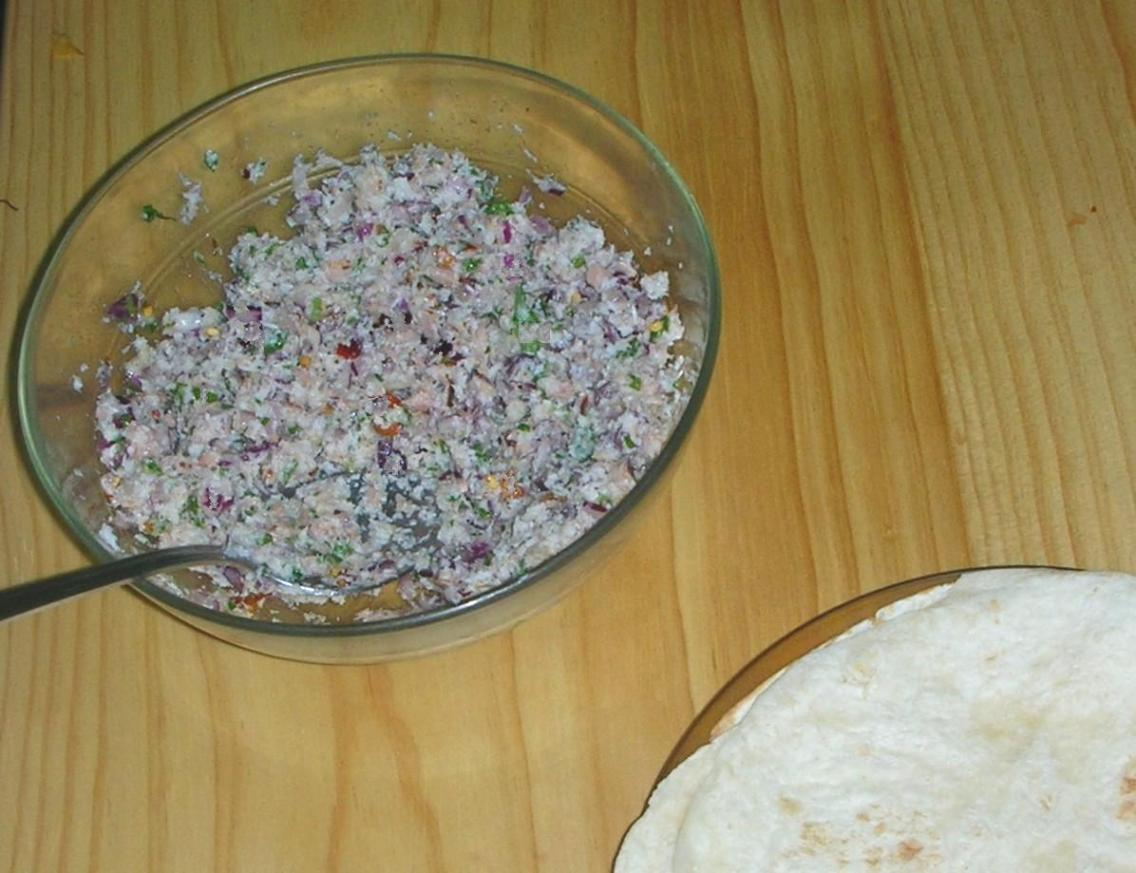
Mas huni with chapati (roshi)

Ẩm thực Maldives là các món ăn quốc gia của Maldives và của Minicoy, thuộc lãnh thổ liên minh Lakshadweep của Ấn Độ. Các món ăn truyền thống của người Maldives được dựa trên ba thành phần chính và các nguyên liệu dẫn xuất từ chúng: dừa, cá và tinh bột.

## Dừa
Dừa được dùng ở dạng bào ra, vắt lấy Nước cốt dừa, hay như dầu dừa trong các món ăn chiên xào. Hunigondi là phương pháp truyền thống Maldives được sử dụng để nạo dừa. Nó là một chiếc ghế thấp dài với một lưỡi thép có răng cưa ở cuối đầu của nó. Dừa nạo được sử dụng trong các món ăn như "mas huni".
Dừa xay có thể được ngâm trong nước và vắt để lấy nước cốt dừa (kaashi kiru). Nước cốt dừa là một thành phần thiết yếu trong nhiều loại cà ri Maldives và các món ăn khác.

## Cá
Cá được ưa thích là cá ngừ vằn, phơi khô hoặc tươi. Các loài cá khác tương tự là một phần của ẩm thực Maldives trung bình là cá ngừ vây (latti: Euthynnus alletteratus), cá ngừ vây vàng (kanneli), cá ngừ chù (raagondi), Cá tráo mắt to (mushimas), Cá thu ngàng (kurumas), Cá nục heo cờ (fiyala) và Decapterus macarellus (rimmas). Chúng có thể ăn được luộc hoặc chế biến.
Cá ngừ đã qua chế biến (cá Maldive) được sử dụng làm miếng hoặc được bào. Để chế biến cà ri, cá ngừ còn tươi hoặc cá ngừ đã chế biến mềm được cắt thành các phần dày 1/2 inch (13 mm). Cá ngừ khô chế biến chủ yếu được sử dụng để làm món ăn chơi gọi là gulha, masroshi, kulhi bōkiba, kavaabu, bajiya (phiên bản địa phương của samosa Ấn Độ) và fatafolhi. Trộn với dừa, hành tây và ớt nó là một món ăn sáng quan trọng của người Maldives, gọi là Mas huni. Không giống như người dân ở các đảo Thái Bình Dương, người Maldives không có truyền thống ăn cá sống.
Bánh bột nâu dày đặc có cá ngừ được biết đến như rihaakuru cũng là một món ăn thiết yếu trong ẩm thực Maldives.

## Các món tinh bột
Đó là các nguyên liệu tinh bột chẳng hạn như gạo, được nấu hoặc nghiền thành bột, hoặc các loại củ như khoai môn ( ala ), khoai lang kattala '), và Sắn (' 'dandialuvi' '), cũng như các loại trái cây như Xa kê (' 'bambukeyo' ') hoặc Dứa dại (' 'kashikeyo' '). Các củ và Xa kê được ăn luộc. Dứa dại chủ yếu được ăn sống sau khi được cắt thành lát mỏng.

## Cà ri
Các món cà ri quan trọng nhất trong ẩm thực của Maldives được nấu với cá ngừ tươi thái hạt lựu và được biết đến như là "mas riha".
 Kukulhu riha  (Cà ri gà) được nấu với một hỗn hợp các gia vị khác nhau.
Cà ri rau ở Maldives bao gồm các loại cà ri dùng Cà tím, Mướp hương (luffa aegyptiaca), barabo (bí ngô), Dưa núi (Trichosanthes cucumerina) và "Chùm ngây" ("Moringa oleifera"), cũng như những quả chuối chưa chín và những lá nhất định làm thành phần chính. Những miếng cá Maldive thường được thêm vào để cung cấp cho cà ri rau một hương vị nhất định. Cà ri thường được ăn kèm với cơm hoặc với bánh mì Ấn Độ chapati gọi là  roshi .